# Бранд, Томас, 4-й виконт Хэмпден
Томас Генри Бранд, 4-й виконт Хэмпден (англ. Thomas Henry Brand, 4th Viscount Hampden; 30 марта 1900 — 17 октября 1965) — британский пэр.

## Биография
Родился 30 марта 1900 года в доме своего деда по материнской линии, Монтегю-хаусе в Лондоне. Старший сын Томаса Брэнда, 3-го виконта Хэмпдена (1869—1958), и его жены леди Кэтрин Мэри Монтегю-Дуглас-Скотт (1875—1951), дочери 6-го герцога Баклю.
Он получил образование в Итонском колледже, занимая должность почетного пажа короля Георга V с 1913 по 1916 год. После Итона он поступил на службу в британскую армию и был произведен в лейтенанты в стрелковую бригаду.
В 1931 году он стал управляющим директором Lazard Brothers & Co. Во время Второй мировой войны он занимал должность главного исполнительного директора с британской стороны в Объединенном совете по производству и ресурсам с 1942 по 1944 год, затем был председателем Официального комитета по поставкам для освобожденных территорий (1944—1945). В 1943 году он был награжден Орденом Святых Михаила и Георгия, а в 1953—1954 годах был председателем Ассоциации эмиссионных домов. В 1965 году стал председателем фирмы Lazard.
4 февраля 1958 года после смерти своего отца Томас Бранд унаследовал титулы 4-го виконта Хэмпдена из Глайнда в графстве Сассекс (Пэрство Соединённого королевства) и 26-го лорда Дакра (Пэрство Англии), став членом Палаты лордов Великобритании.
После смерти Томаса Бранда 17 октября 1965 года его брат Дэвид стал виконтом Хэмпденом, в то время как его две оставшиеся в живых дочери остались сонаследницами баронства Дакр. В 1970 году его старшая дочь Рэйчел Дуглас-Хьюм была признана в качестве 27-й баронессы Дакр.

## Личная жизнь
26 июля 1923 года Томас Бранд женился на Лейле Эмили Сили (24 августа 1900 — 27 октября 1996), дочери подполковника Фрэнка Эвелина Сили и Лейлы Элизы Рассел. у супругов было четыре дочери:
- Сара Элизма Бранд (7 июля 1924 — 25 марта 1937)[1]
- Джан Кэтрин Бранд (6 апреля 1927 — 23 января 1929)[1]
- Рэйчел Лейла Бранд, 27-я баронесса Дакр (24 октября 1929 — 25 декабря 2012)[1], в 1951 году она вышла замуж за Уильяма Дугласа-Хьюма (1912—1992), от брака с которым у неё было четверо детей.
- Достопочтенная Тесса Мэри Бранд (21 апреля 1934—2020)[1], в 1956 году она вышла замуж за Джулиана Огилви Томпсона, от брака с которым у неё было четверо детей.

После смерти виконта Хэмпдена 17 октября 1965 года его младший брат Дэвид унаследовал титул виконта Хэмпдена, в то время как его две оставшиеся в живых дочери остались сонаследницами баронства Дакр, которое, таким образом, титул оказался в состоянии неопределенности. Но уже в 1970 году его старшая дочь Рэйчел Дуглас-Хьюм была признана в качестве 27-й баронессы Дакр.